# Bataille d'Issos
Pour les articles homonymes, voir Issus (homonymie).
Campagnes d'Alexandre le Grand
Batailles
- Pélion
- Thèbes

- Granique
- Milet
- Halicarnasse
- Issos
- Tyr
- Gaugamèles
- Portes persiques

- Aornos
- Hydaspe

La bataille d'Issos s'est déroulée le 1er novembre 333 av. J.-C. en Cilicie (en Turquie actuelle) et oppose l'armée d'Alexandre le Grand à celle de Darius III. Ce dernier a pris personnellement le commandement de son armée après la conquête de l'Anatolie par Alexandre et dirigé ses hommes vers les arrières de l'armée macédonienne afin de couper sa ligne de ravitaillement. Alexandre est donc contraint de mener une contre-marche vers la rivière Pinaros près d'Issos.
L'armée macédonienne remporte une victoire décisive sur l'armée perse. Alexandre peut poursuivre sa conquête vers la Phénicie puis l'Égypte.

## Contexte historique

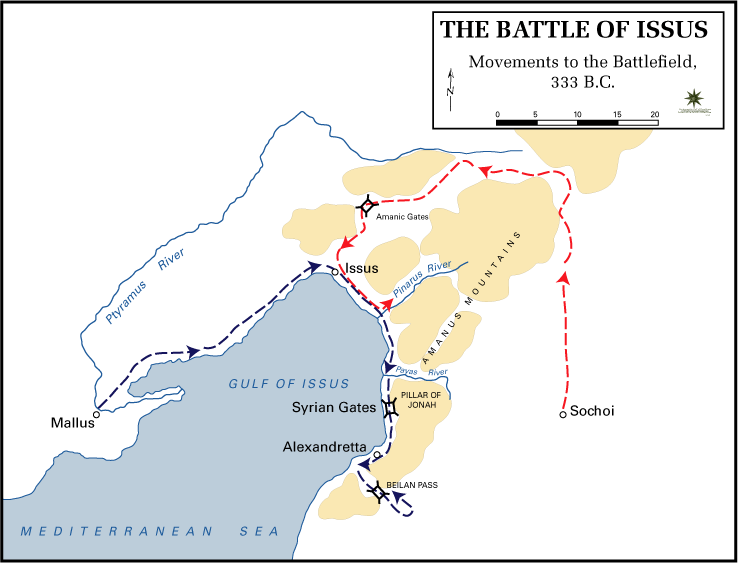
Mouvements des deux armées précédents la bataille. Le rouge correspond à l'armée perse, le bleu à l'armée macédonienne.

Alexandre débarque en Anatolie au printemps 334 av. J.-C. et défait les satrapes perses à la bataille du Granique. Mais dès l'hiver, Darius III reprend l'initiative et commence à regrouper une armée à Babylone. Confiant dans ses capacités de stratège, il entend affronter Alexandre en personne et faire sa jonction en Syrie avec le contingent des mercenaires grecs amenés par la flotte de Pharnabaze, successeur de Memnon de Rhodes dans la défense de l'Égée.
À l'été 333 av. J.-C., Alexandre, qui vient à cette époque de soumettre toute l'Asie Mineure (hormis la Paphlagonie et la Cappadoce), apprend l'arrivée de Darius en Cilicie. Il quitte Gordion et décide de se porter au-devant de l'armée perse par la Lycaonie ; il soumet la Cilicie et occupe Tarse où il est retenu plusieurs semaines des suites d'une maladie (peut-être due à une hydrocution). Alexandre conserve donc le principal corps de troupes à Tarse mais envoie Parménion occuper la région d'Issos dont le pilier de Jonas et le col de Belen qui mènent de Cilicie en Syrie.
Désireux de rattraper le retard pris, Alexandre s'avance, quelque peu imprudemment, en novembre 333 av. J.-C. vers le sud à travers la passe de Jonas. Mais Darius est informé que Parménion tient déjà le terrain ; il débouche par les portes de l'Amanos (en) au nord et se retrouve sur les arrières d'Alexandre. Darius capture la ville d'Issos sans opposition et tue tous les malades et blessés qu'Alexandre a laissés derrière lui. Pour autant Alexandre, acculé aux régions hostiles de Syrie et de Phénicie, essaye de rester maître de la situation. Il rebrousse chemin vers le pilier de Jonas afin de mener combat en terrain connu. Malgré l'avis de ses conseillers grecs, Darius accepte la bataille dans une région pourtant peu propice à la cavalerie ; la supériorité numérique qui est son principal atout ne peut jouer à plein. En effet, Darius tient une position défensive dans une étroite plaine côtière que traverse le fleuve Pinaros. Le lieu de la bataille se situe près de l'actuelle İskenderun en Turquie actuelle, aux abords d'un petit fleuve côtier appelé Pinaros durant l'Antiquité, à 10 km environ au sud d'Issos. L'identification de ce fleuve côtier pose un problème mais il s'agirait bien de l'actuel Payas.

## Forces en présence

### Armée perse
Arrien et Plutarque, fondant leurs estimations sur les récits de Ptolémée et Aristobule, estiment à 600 000 le nombre de soldats dans l'armée perse, tandis que Diodore et Justin évaluent ce nombre à 400 000, et Quinte-Curce à 250 000. Mais les historiens modernes estiment que ces estimations sont largement exagérées. Ils supposent qu'à cause de la nature du terrain, rien que 100 000 soldats aurait été extrêmement difficile à mettre en place. Hans Delbrück donne une estimation de 25 000 soldats perses, mais d'autres historiens (notamment Peter Green), estiment la taille totale de l'armée perse à environ 100 000 hommes, incluant 11 000 cavaliers, 10 000 Immortels et 10 000 mercenaires grecs. Des estimations modernes donnent environ 60 000 hommes dans l'armée perse.

### Armée macédonienne
Les effectifs de l'armée macédonienne n'ont probablement pas excédé les 40 000 hommes. L'armée, qui inclut plusieurs contingents alliés dont ceux de la Ligue de Corinthe, est constituée de 24 000 fantassins lourds (phalangites, hypaspistes, hoplites), 8 000 fantassins légers et 5 100 cavaliers.

## Déroulement

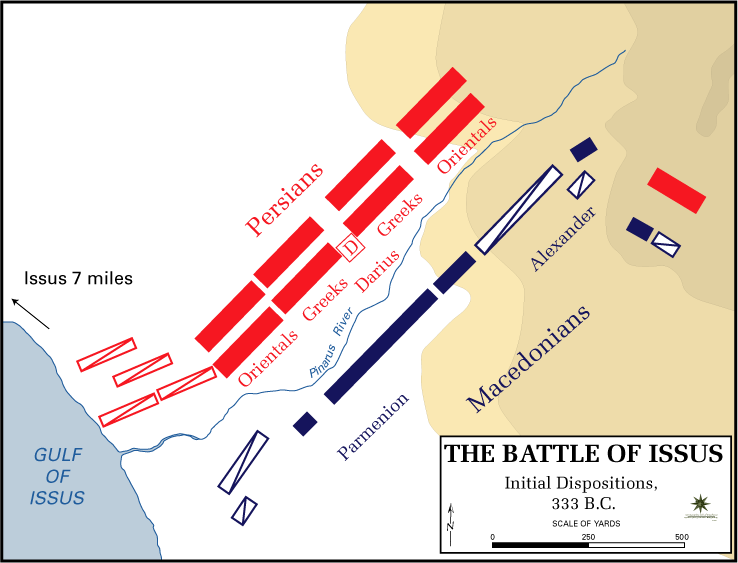
Dispositif initial.

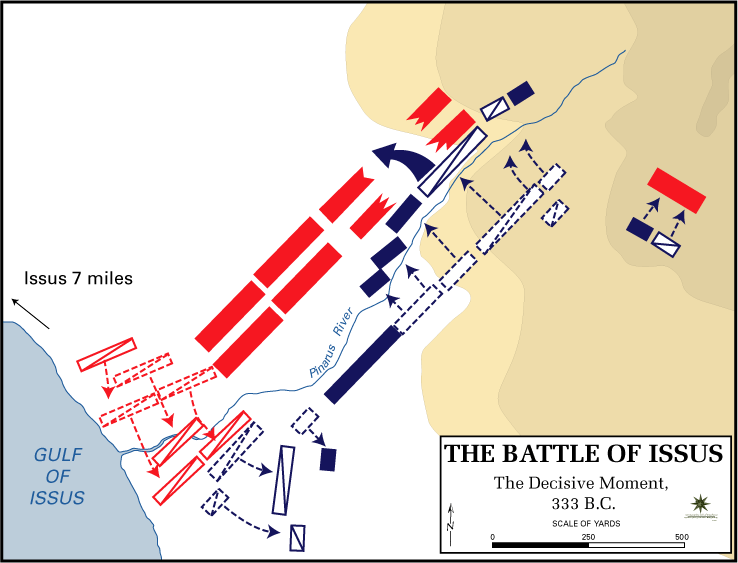
Engagement décisif.

Darius III a l'avantage de mettre son armée la première en ordre de bataille. Il se positionne au centre, juché sur son char avec sa meilleure infanterie et sa cavalerie royale. Il place ses fantassins légers (les cardaces armés comme des peltastes) sur les flancs de la montagne et dispose près de la côte, sur son aile droite, la plus grande partie de ses cavaliers légers perses et mèdes. Thymondas, fils de Mentor de Rhodes, commande le bataillon des mercenaires.
Suivant le dispositif habituel, Alexandre dirige la cavalerie des Compagnons sur le flanc droit tandis qu'il place sur le flanc gauche, appuyée au rivage, la cavalerie thessalienne et thrace sous le commandement de Parménion. La phalange, disposée en retrait le long du cours d'eau, est protégée sur ses flancs par des bataillons de peltastes.
La bataille commence par un choc entre les deux infanteries sur les rives du Pinaros, tandis que les frondeurs, archers et javeliniers perses ne sont pas parvenus à diminuer la solide phalange. Les mercenaires grecs de Darius combattent avec vigueur et parviennent un temps à rompre les phalangites de Cratère. Au même moment la cavalerie perse se heurte à la résistance de Parménion qui tient l'aile gauche macédonienne. Appuyé par le corps d'élite des hypaspistes, Alexandre, à la tête de la cavalerie des Compagnons, défait l'aile gauche adverse et se rabat vers le centre de Darius. Certaines sources antiques considèrent qu'Alexandre cherche à défier Darius en combat singulier, mais cette manœuvre au centre semble au départ davantage dirigée contre les mercenaires grecs. Pour autant une fois Darius en vue, Alexandre lance l'assaut contre lui ; la garde royale perse oppose une vive résistance autour du char royal. Plusieurs satrapes et officiers de haut rang y laissent la vie. Ses chevaux étant gravement blessés, Darius aurait été contraint de changer de quadrige, quand un dernier mouvement de panique le contraint à la fuite, entraînant la débâcle de sa cavalerie puis de son armée tout entière. En déroute dans un étroit défilé, les cavaliers perses périssent en se foulant mutuellement ou en chutant dans les ravins. La cavalerie macédonienne poursuit Darius en vain jusqu'au coucher du soleil.

## Conséquences
Darius parvient à s'enfuir vers l'Euphrate, laissant aux mains d'Alexandre sa mère Sisygambis, son épouse Stateira et ses enfants (Stateira II, Drypétis et Ochos). La magnanimité d'Alexandre est grande à leur égard, promettant de fournir des dots à Drypétis et à Stateira II. C'est à ce moment que se situe l'épisode, probablement légendaire, de la confusion faite par la mère de Darius entre Alexandre et Héphaistion qui « lui aussi est Alexandre ».
La défaite de Darius est un déshonneur selon les usages royaux achéménides. Dans sa fuite il a abandonné ses insignes royaux (son quadrige, son arc, son bouclier et son manteau). Alexandre entame alors la conquête de la Phénicie puis de l'Égypte. Il remporte ensuite une ultime victoire contre Darius à la bataille de Gaugamèles en 331 av. J.-C.

## Dans la postérité

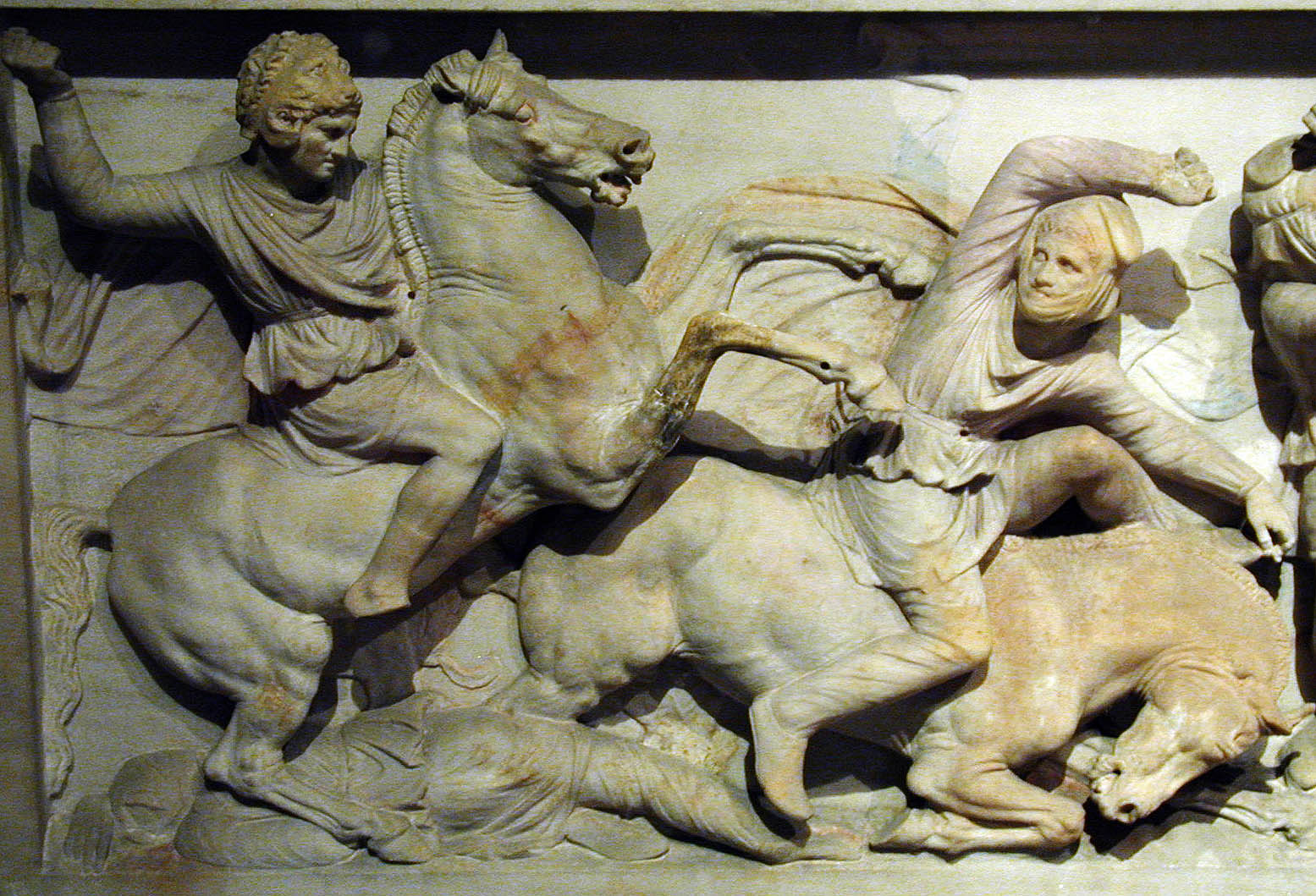
Alexandre probablement à la bataille d'Issos, détail du Sarcophage d'Alexandre, musée archéologique d'Istanbul.

### Dans l'art
Selon Pline l'Ancien, la bataille d'Issos a été illustrée par un peintre grec, Philoxène d'Érétrie, pour le compte de Cassandre vers 300 av. J.-C. Cette peinture a été détruite mais elle aurait pu inspirer la célèbre mosaïque d'Alexandre trouvée dans la maison du Faune à Pompéi. Cette mosaïque, qui daterait du IIe siècle av. J.-C., est visible au musée archéologique de Naples. La bataille d'Issos est aussi probablement représentée sur le sarcophage d'Alexandre retrouvé à Sidon. Ce sarcophage a été sculpté au IVe siècle av. J.-C. pour le roi phénicien Abdalonymos, installé à la tête de la cité de Sidon par Alexandre.
Albrecht Altdorfer a également représenté la bataille d'Issos dans la Bataille d'Alexandre en 1529 après une commande de Guillaume IV de Bavière. On y voit Alexandre poursuivant Darius, au cœur d'une marée humaine sous un ciel tourmenté.
Jan Brueghel l'Ancien a peint en 1602 une huile sur toile nommée La Bataille d'Issus, ou La Bataille d'Arbèles, ce qui est une erreur car cette dernière s'est déroulée deux ans plus tard.

### Propagande
Durant la Première Guerre mondiale, lors de la campagne menée par les Britanniques en Mésopotamie, les Britanniques utilisent le souvenir de la bataille pour marquer les esprits des soldats alliés engagés dans une guerre d'usure sans perspective.

## Sources antiques
- Arrien, Anabase [lire en ligne], II, 7-11.
- Diodore de Sicile, Bibliothèque historique [détail des éditions] [lire en ligne], XVII, 31-35.
- Plutarque, Vies parallèles [détail des éditions] [lire en ligne], Alexandre.
- Quinte-Curce, L'Histoire d'Alexandre le Grand [lire en ligne], III, 6-11.